# Neoseiulus arutunjani
Neoseiulus arutunjani är en spindeldjursart som först beskrevs av Wainstein och Beglyarov 1971.  Neoseiulus arutunjani ingår i släktet Neoseiulus och familjen Phytoseiidae. Inga underarter finns listade i Catalogue of Life.